# Distrito 1 (Cidade de Ho Chi Minh)
O Distrito 1 (em vietnamita:  Quan 1) é um dos 24 distritos da Cidade de Ho Chi Minh, no Vietnam. Está localizado na zona central da cidade. Com uma área total de 7,7211 km², o distrito tem uma população de 204 899 habitantes, de acordo com dados de 2010. O distrito está dividido em 10 pequenos subconjuntos que são chamados de alas. O Distrito 1 é onde a maioria dos escritórios administrativos da cidade estão situados, assim como os consulados e grandes edifícios. É a região mais movimentada da cidade, com os mais altos padrões de vida. Os centros comerciais de Dong Khoi e Nguyen Hue são os dois principais da cidade.